# U 16 (1936)
El U 16 o Unterseeboot 16 fue un submarino alemán de la Kriegsmarine, correspondiente al Tipo IIB, usado en la Segunda Guerra Mundial desde distintas bases hasta su hundimiento el 25 de octubre de 1939. En sus tres patrullas de combate, logró hundir 2 buques, con un Registro bruto combinado de 3.435 toneladas.

## Construcción
Se ordenó iniciar la construcción del pequeño submarino costero U 16 el 2 de febrero de 1935, tras lo cual su quilla fue puesta sobre las gradas de los astilleros Deutsche Werke AG de Kiel el 5 de agosto de 1935. Fue botado al agua el 28 de abril de 1936 y tras la finalización de sus obras, fue entregado a la Kriegsmarine el 16 de marzo de 1936, que lo puso bajo las órdenes del Kapitänleutnant Heinz Beduhn.

## Historial
En su primera patrulla de combate entre el 2 y el 8 de septiembre de 1939, al mando de Hannes Weingärtner, el U 16 zarpó de Wilhelmshaven para apoyar la operación Hartlepool. Su segunda patrulla la realizó en aguas de Noruega, zarpando desde Kiel el 13 de septiembre y retornando tres semanas después, tras hundir un buque sueco
El U 16 zarpó de Kiel bajo el mando de Horst Wellner el 18 de octubre de 1939 en su tercera patrulla de combate para patrullar en el canal de la Mancha, donde desplegó un campo de minas que hundiría días después un pequeño buque francés. El 25 de octubre de 1939, el U 16 fue atacado por el HMS Puffin y el HMS Cayton Wyke frente a la costa de Dover. El submarino fue gravemente dañado, pero inicialmente consiguió escaper y radió a su cuartel general que estaba severamente dañado. No se volvió a tener noticias del U 16. El submarino fue posteriormente localizado en aguas poco profundas. Aparentemente, el U 16 chocó contra una mina poco después de su última transmisión. No hubo supervivientes.

## Buques hundidos
| Fecha                    | Buque         | Nacionalidad | Tonelaje | Destino             |
| ------------------------ | ------------- | ------------ | -------- | ------------------- |
| 28 de septiembre de 1939 | Nyland        | Sueco        | 3378 t   | Hundido             |
| 25 de octubre de 1939    | Sainte Claire | Francés      | 57 t     | Hundido (por minas) |

## Comandantes
| Empleo                                  | Nombre             | Desde                    | hasta                    |
| --------------------------------------- | ------------------ | ------------------------ | ------------------------ |
| Kapitänleutnant                         | Heinz Beduhn       | 16 de mayo de 1936       | 29 de septiembre de 1937 |
| Kapitänleutnant                         | Hannes Weingärtner | 30 de septiembre de 1937 | 11 de octubre de 1939    |
| Oberleutnant ascendió a Kapitänleutnant | Udo Behrens        | 8 de octubre de 1937     | 17 de octubre de 1939    |
| Kapitänleutnant                         | Horst Wellner      | 12 de octubre de 1939    | 25 de octubre de 1939    |